# 蘇拉塔
蘇拉塔是哥倫比亞的城鎮，位於該國東北部，由桑坦德省負責管轄，距離首府布卡拉曼加45公里，始建於1728年，面積261平方公里，海拔高度1,934米，2005年人口3,565。
7°22′N 72°59′W / 7.367°N 72.983°W